# Прохорово (Болгария)
Прохорово (болг. Прохорово) — село в Болгарии. Находится в Сливенской области, входит в общину Нова-Загора. Население составляет 159 человек.

## Политическая ситуация
В местном кметстве Прохорово, в состав которого входит Прохорово, должность кмета (старосты) исполняет Ганка Иванова Иванова по результатам выборов.
Кмет (мэр) общины Нова-Загора — Николай Георгиев Грозев (Граждане за европейское развитие Болгарии (ГЕРБ)) по результатам выборов.